# クリムゾン・ヴァイパー
クリムゾン・ヴァイパー (Crimson Viper) またはC.ヴァイパー(C. Viper)は、カプコンの対戦型格闘ゲーム『ストリートファイターIV』シリーズなどに登場する架空の人物。
担当声優は園崎未恵（日本語）、ミシェル・ラフ（英語）。

## 概要
『ストリートファイターIV』（以降『ストIV』と表記）から登場する新キャラクターの1人。
マーケティングや海外スタッフのアドバイスから、海外向けの人気キャラになるようなデザインにされたキャラクター。新キャラクターの中では最も早い段階で発表されている。
『MARVEL VS. CAPCOM 3』（以降『MvC3』と表記）にも『ストIV』シリーズからの登場枠でプレイヤーキャラクターとして登場。テーマ曲も『ストIV』シリーズでの自身のテーマ曲「Theme of C.Viper」のアレンジ版が使用されている。

## キャラクター設定
様々な場所で暗躍する、正体不明の謎の女性エージェント。シャドルーの下部組織である軍事企業S.I.N社の社員であり、そこではマヤと名乗っている。かつて頓挫していた「戦闘補助スーツプロジェクト」を建て直した功労者でもあり、幹部からの評価も高いエリートである。同社が主催する世界格闘大会開催に際し、開発したスーツの評価と実験を兼ねて自らが試作品を着用し、大会への出場を表明する。
ヘビを模した赤毛のロングヘアーがトレードマークで、地面に付きそうなほど長い髪の毛を頭頂部でまとめてから三つ編みにして後ろに流している。自身が身に着けているスーツには各所に改造した武器が仕込まれており、電撃や炎を放出することが可能。戦闘では自身の体術とそれらの隠し武器を組み合わせ、高い戦闘力を発揮する。黄色のサングラスと黒色のスーツに白いYシャツ、青いネクタイという出で立ちで、Yシャツは胸の部分のボタンを外しはだけさせている。
基本的に仕事においては義理人情には流されずにビジネスでしか行動しない冷めた性格。一方で娘のローレンに対してはエージェントとしての顔を見せず、普通の母親と変わらない深い愛情をもって接している。また「ミズ・パーフェクト」の異名通り仕事は完璧にこなすが、料理や裁縫などの家事は苦手で不器用なところがある様子。シングルマザーであることは明かされているが、ローレンの父親については不明。
「シャドルー格闘家研究所」の「キャラ図鑑」ではローレンと過ごす時の服装（私服）と潜入捜査以外での仕事着のイラストがある。
いぶきと対戦したときの勝利台詞から、学生時代に学校を抜け出したことがあったと語っている。

## 人物
表向きは、S.I.N社の社員であるが、その正体はCIA（アメリカ中央情報局）から送り込まれたスパイであり、「クリムゾン・ヴァイパー」という名前も、その組織内で使われている呼称である。自身以外にもシャドルーを追跡していたメンバーはいたが全員死亡している。
オリジナルアニメーション『〜新たなる絆〜』では作品のキーキャラクターとして登場しており、同作品内では、S.I.N社のCEOであるセス直属の部下であり、彼の命令を受けてリュウとその親友であるケンに接触を試みる。そのため、ケンの妻であるイライザにも接触し彼女を騙して利用するが、その後に拉致する。また、リュウの救出に現れたキャミィをスーツの特性を生かした独特の戦闘スタイルで一方的に打ち負かしている。浚ってきたイライザに対しては手荒なことはしなかったものの、彼女からは冷たい目で睨まれていた。
女性ファイターであり、シャドルーの関係者というキャラクターの設定から、ICPOの捜査官・春麗やイギリスの特殊部隊「デルタレッド」の隊員キャミィとの接触が多く見られる。また、「マヤ」や「クリムゾン・ヴァイパー」など様々な呼び名を持つが、いずれも本名ではなく、その本名は明らかになっていない。
『ストリートファイターV』（以下『ストV』と表記）ではプレイヤーキャラクターとしては参戦しないが、各キャラクターのストーリーモードのイラストに登場している。本作では灰色のボディスーツを着て、ベガのストーリーでは密かにシャドルーのスパイを行ったり、ラシードのストーリーでは「マヤ」として彼とソーシャルメディアで連絡を取っている。また、かつてS.I.N社の同僚だったハン・ジュリやシャドルーとは別の秘密結社の副総統・ユリアンとも遭遇する場面もある。ゼネラルストーリー『A Shadow Falls』においては未登場。

### 関連人物
ローレン
クリムゾン・ヴァイパーの娘。5歳のときに誕生日プレゼントでもらったウサギのぬいぐるみ「キケロ」がお気に入り。
家を留守にすることの多い母親に寂しい思いをすることもあるが、ヴァイパーのことを自慢の母親として慕っている。将来の夢は強くなって母親と一緒に仕事をすること。
ヴァイパー譲りの赤髪をした少女で、『〜新たなる絆〜』や『スーパーストリートファイターIV』（以降『スパIV』と表記）のエンディングに登場している。
エミリ
家政婦。ヴァイパーとは対照的に料理や裁縫が得意で、ローレンからは家族同然に思われ「エミリおばさん」と慕われている。
スマルト・レイヴン
公式ノベル『ストリートファイターIVビギニング』に登場。カラス（レイヴン）を模した髪型とサングラスがトレードマークの敏腕スパイで、変装を得意とする。
シャドルーの研究施設に潜入中、ベガと接触してしまい死亡した。
当初はヴァイパーとなんらかの関係があること以外、正体は不明だったが、後に『ストV』の公式サイト『シャドルー格闘家研究所』の「キャラ図鑑」で初めてプロフィールが公開され、ヴァイパーと同じCIAの人間であることが明らかになった。『ストIV』で公開された設定イラストでは青いスーツに青い髪をしていたが、あの姿は変装時のものであり、本来は黒髪で黒いスーツを着ていたとされる。

## 性能
必殺技はスタンダードな性能を持つものが多く、遠中近のどの間合いに対しても一通り対応した技が揃っているオールラウンダー。
一方で必殺技による奇襲やその対になる必殺技のフェイント、ハイジャンプキャンセルによる連続技などのテクニカルな要素も揃えており、奥深い性能を持つ。その反面、非常に打たれ弱い。
『MvC3』でもこれらの性能は踏襲されているほか、EX技・セービングアタックなども固有技として実装されている。

## 技の解説

### 投げ技
アブフィットネス
捕まえた相手にボディーブローを放つ。この時グローブから衝撃波が発生している演出があり、受けた相手は大きく吹っ飛ばされる。
『ウルトラストリートファイターIV』（以降『ウルIV』と表記）オメガエディションでは、衝撃波がさらに強化されている演出があり、勢いの強さでヴァイパー自身も若干後退する。
テンプルマッサージ
相手の肩に飛びついた後、グローブから電気を発生させ、相手の頭部に直接電流を叩き込む。相手は膝から崩れ落ちるようにしてその場にダウンする。

### 特殊技
ハイジャンプ
靴底に仕込まれたジェット噴射装置を使って、文字通り通常より高いジャンプを行う。また、一部の技は、技後の硬直をこの動作でキャンセルすることも可能。
『〜新たなる絆〜』では、この機能を利用して完全に空中浮遊するなどのアクションも見せた。
ヴァイパーエルボー
小さく跳躍しつつ、真下に向かって肘打ちを繰り出す。しゃがみガード不能の中段技。
動作中は自身が空中判定になるため、相手の投げ技や下段攻撃を避けつつ攻撃を当てることも可能。
ダブルキック
回し蹴りから後ろ蹴りに派生する二段技。技の動作が素早く、一段目から二段目が連続ヒットになる。
ヴァイパーブレード
『ウルIV』オメガエディションで使用。発生の速い遠距離立ち強キックを繰り出す。コマンドは斜め前にキックボタンで、しゃがみ中にとっさに出せる対空技として使いやすい。

### 必殺技
サンダーナックル
グローブから電撃を発生させつつ、前方に向かってパンチを放つ。発動時のボタンによって技の性質が変化するのが特徴で、弱は低い姿勢で短い距離を前進し、中は立ち姿勢でやや長い距離を前進し、強は斜め上に向かってジャンプしながら攻撃を繰り出す。
EX版は相手の横を駆け抜けるようにして、すれ違いざまにパンチを決める。ヒットした場合、相手を膝から崩れ落ちるようにしてダウンさせる効果がある（膝崩れダウン）。
なお、この技は発動時にPボタンを2つ押すことで動作をキャンセルすることができる。
サンダーフィスト
『ウルIV』オメガエディションで使用。「アブフィットネス」の動作で電撃を纏ったボディブローを繰り出す。EX版は近距離中パンチの動作で追撃する。
バーニングキック
真上に軽くジャンプした後、靴から炎を噴射させながらソバットを放つ。空中でも使用可能。
ボタンが強いほど前進距離が長くなる。攻撃範囲が広く、めくりも狙える。地上での発動時、わずかに浮くため足払い攻撃をかわしながら、カウンターをきめることが可能。
EX版は回転しながらジャンプした後に攻撃するものとなり、出始めに体当たりによる攻撃判定と無敵時間が付く。
バーストヒール
『ウルIV』オメガエディションで使用。後ろ向きになり炎を纏った踵を振り上げる。動作は「エマージェンシーコンビネーション」の最後の蹴り上げ。
EX版は最後に斜め蹴りで追撃する。EX版のみ発動後にKボタンを2つ押すことで追撃をキャンセルできる。
セイスモハンマー
グローブから発生させた衝撃波を地面を通して相手にぶつける下段判定の飛び道具。ヒット時に相手を浮かせる効果があり、技後の隙をハイジャンプでキャンセルすることで空中追撃が可能。弱中強によって、衝撃波の発生する距離が変化し、弱の方が近く強の方が遠くに発生する。一般的な飛び道具と違って相手に向かって弾が飛んでいくタイプの技ではないため、相手の飛び道具で相殺されることがないのが特徴。
EX版は出始めに無敵時間が付くほか、前方近距離から中距離にいる相手をサーチし、広範囲に渡って攻撃する。
なお、この技も発動時にPボタンを2つ押すことで動作をキャンセルすることができる。
セービングアタック
『MvC3』で使用。力を溜めた後、前方に踏み込みつつ回転エルボーを繰り出す。動作中はスーパーアーマー状態となり、相手の攻撃を受けてもひるまずに耐えることができるほか、ヒット時は相手に膝崩れダウンを誘発することが可能。
元々は『ストIV』における全キャラクター使用可能なシステムの1つだったが、『MvC3』ではヴァイパーの必殺技として実装されている。『ストIV』では1回だけ、『MvC3』では動作中であれば無制限に攻撃を耐えられるが、いずれも仰け反らないだけで、受けるダメージを軽減・無効化することはできない（相手の攻撃を受ければ体力は減少する）。
オプティックブライト
『UMvC3』で使用。サングラスに仕込んだ暗器から赤いレーザーを放つ。
技の元ネタは『X-メン』のサイクロップスが使用する技「オプティックブラスト」である。

### スーパーコンボ
エマージェンシーコンビネーション
突進技。発動と同時に両手の拳を組み合わせて、前方に踏み込みながら電撃と衝撃波を帯びたパンチをそれぞれ繰り出した後、ブーツから炎を噴射させた強力な「サマーソルトキック」で相手を追撃する。『MvC3』では「サマーソルトキック」を左右の脚で2回繰り出している。
『ウルIV』オメガエディションでは前方に踏み込みながら電撃と衝撃波を帯びたパンチをそれぞれ繰り出した後、「セイスモハンマー」で相手を浮かせ、「バーストヒール」→「バーニングキック」の連撃となっている。

### ウルトラコンボ
UC1 - バーストタイム
その場に電気を帯びた強力な「セイスモハンマー」を放った後、炎を纏った連続「サマーソルトキック」を繰り出しながら垂直に飛び上がる。
初段がヒットすると相手が浮き上がるため追撃が決まるが、命中しなかった場合は大きな隙を晒す。
UC2 - バーニングダンス
『スパIV』で追加された新技。空中から地上の相手に向かって炎を纏った飛び蹴りを放ち、ヒット時は相手を地面にめり込ませながら前方に滑走。その後、足に炎を纏った「サマーソルトキック」で相手を天高く蹴り上げ、落ちて来たところに垂直にハイジャンプしながら両手に電気を纏ったギロチンチョップで迎撃する技。
元々は『ストIV』開発時に没になったヴァイパーの技アイデアの一つ「死刑コンボ」で、本技はそれをもとにアレンジを加えたもの。

### ハイパーコンボ
ヴァイパーフルスロットル
『MvC3』で追加されたLv3専用ハイパーコンボ。「サンダーナックル」で突進し、ヒット時は「バーニングダンス」の電気を帯びたギロチンチョップで2回迎撃して高く飛び上がり、電気を浴びせながら急降下して地面に叩きつける。

## 登場作品
- ストリートファイターIVシリーズ
- ストリートファイターV
- MARVEL VS. CAPCOM 3 Fate of Two Worlds
- 鬼武者Soul
- Street Fighter X Mega Man